# جيم سترونج
جيم سترونج (بالإنجليزية: Jim Strong)‏ هو مدير فني أمريكي، ولد في 16 نوفمبر 1954.